# N-värde
N-värde anges i registreringsbeviset på lastbilar och släpvagnar och anger längden i meter till (första) bakaxeln som lastens viktcentrum ska placeras för att man ska kunna utnyttja dess maxlast.

## Exempel lastbil och på hur N-värdet påverkar maxlasten
Utan last fördelas tjänstevikten på fordonets axlar med värdena Ftf på framaxeln och Ftb på bakaxeln.
Beroende på var lastens viktcentrum placeras kommer lastens vikt att fördelas mellan fram och bakaxel till Flf och Flb.
Summan av dessa krafter är fordonets bruttovikt.
Fordonets totalvikt bestäms av flera faktorer som tillåten axelbelastning eller en bestämd skattevikt.
N-värdet anger var lastens viktcentrum ska placeras för att dess vikt ska fördelas rätt mellan i detta exempel fram och bakaxel.
| Exempelvärden | Exempelvärden | Exempelvärden             | Exempelvärden             | Exempelvärden    |
| Värde         | Värde         | Fördelning fram- bak axel | Fördelning fram- bak axel | Benämning i bild |
| ------------- | ------------- | ------------------------- | ------------------------- | ---------------- |
| Tjänstevikt   | 8000 kg       | 4000 kg                   | 4000 kg                   | Ftf, Ftb         |
| Maxlast       | 10 000 kg     | 4000 kg                   | 6000 kg                   | Flf, Flb         |
| Totalvikt     | 18 000 kg     | 8000 kg                   | 10000 kg                  |                  |
| N-värde       | 2 meter       |                           |                           |                  |

Om som i detta exempel man skulle vilja lasta maxlasten men placerar dess viktcentrum mer än 2 meter framför bakaxeln (för långt fram på flaket) så kommer belastningen på framaxeln att överstiga tillåtet värde. Motsvarande om man placerar viktcentrum ovanför bakaxeln kan man bara lasta 6000 kg utan att överstiga maxlasten på bakaxeln (10000 kg).

## Exempel släpvagn efter personbil
N-värde finns även angivet i registreringsbeviset för släpvagnar för personbilar och anger där fördelningen mellan dragkrok (Kultrycket) och axel (eller axlarna vid flera).